# Kitbull
Kitbull er en amerikansk traditionelt animeret kortfilm fra 2019, som er instrueret og skrevet af Rosana Sullivan, produceret af Pixar Animation Studios og distribueret af Walt Disney Studios Motion Pictures . Det er den tredje film i Pixars SparkShorts-program, og følger den meget selvstændige omstrejfende killing og en misrøgtet pitbull, der danner et usædvanligt venskab. Filmen havde premiere i El Capitan Theatre den 18. januar 2019, før den blev udgivet på YouTube den 18. februar 2019. Kortfilmen blev også udgivet på Disney+ den 12. november 2019.
 